# Rhinocypha pallidifrons
Rhinocypha pallidifrons là loài chuồn chuồn trong họ Chlorocyphidae. Loài này được Ris mô tả khoa học đầu tiên năm 1927.